# Летище Стряма (Баня)
 Тази статия е за летище Стряма до град Баня.  За летище Стряма до село Стряма вижте Летище Стряма (Стряма).  
Летище Стряма е летателна площадка, разположена в землището на град Баня, община Карлово, с авиационни код LBST (ICAO). Летището носи името на река Стряма. На площадката могат да кацат само спортни самолети, делтапланеристи и парашутисти.

## Описание
Летището за леки и свръхлеки самолети (до 5700 кг.) е разположено край град Баня и се намира между града и река Стряма. Отстои на 400 м от главен път Карлово-Пловдив. То включва:
- писта върху грунд с дължина 830 м и широчина 90 м, дължината на пистата за излитене и кацане е 400 м,
- хангар за три самолета и санитарни възли.

Летището попада в G пространство, което го прави удобно за извършване на учебно-тренировъчни, развлекателни и мотивационни полети, парашутни скокове и полети с мотопланери и парамотопланери.

## Полетна информация
ICAO code: LBST
ARP – N 42° 32' 25" Е 24° 49' 31"
Надморска височина: 279 м

## История
Подготовката за изграждането на площадката започва през 2006 г. а самото изграждане през 2007 г. Земята е общинска (бивше запръстено сметище) и е дадена на концесия на местния авиационен клуб „Старопланински орли“, който със собствени средства изгражда съоръженията и сертифицира площадката. Разположено е върху площ от 72 дка, а пистата е дълга 830 м и е специализирано за спортни и тренировъчни полети на леки и свръхлеки самолети.
При откриване на летището в края на август 2009 г. 15 леки и свръхлеки самолета от 8 клуба в страната показват атрактивно авиошоу в небето над града. Висша акробатика във въздуха показава дългогодишният пилот Свилен Иванов с малък американски самолет.
През 2011 г. при трагичен инцидент с моторен самолет загиват двама души, а през 2012 г. загива и главният организатор на фестивала във връзка с празника на града.